# Campionat del Món de bàsquet masculí de 2027
El Campionat del Món de bàsquet masculí de 2027 serà la 20a edició del Campionat del Món de bàsquet masculí. El torneig se celebrarà l'any 2027, sota l'organització de la Federació Internacional de Bàsquet (FIBA) i per l'associació del país amfitrió. Serà acollit per Qatar del 27 d'agost al 12 de setembre de 2027.

## Elecció
Després que el desembre de 2017 fos atorgada la seu del Mundial de 2023 a les Filipines, el Japó i Indonèsia, la FIBA va proposar a les federacions de l'Argentina i l'Uruguai tornar a presentar la seva candidatura conjunta per a albergar aquesta edició del Mundial. El maig de 2018 les federacions de tots dos països van anunciar la renúncia per raons econòmiques a l'organització de l'esdeveniment.
Les federacions dels següents països han anunciat les seves intencions de proposar una candidatura:
- Austràlia[4]
- Israel[5]

### Ofertes oficials
- Qatar

Qatar va ser l'únic licitador oficial del procés que va acollir el 2027. Qatar es va adjudicar el 28 d'abril de 2023.

## Classificació
Hi ha 31 places en joc, que juntament amb les pertanyent a Qatar, països organitzadors, faran un total de 32. El procés de classificació es realitza de novembre de 2025 fins a marxar de 2027 en una sèrie de sis finestres. Les vacants per confederació continental són: 5 per a Àfrica, 7 per a Amèrica, 7 per a Àsia/Oceania i 12 per a Europa.
| Competició        | Data | Seu | Vagues | Equips classificats |
| ----------------- | ---- | --- | ------ | ------------------- |
| Països amfitrions | —    | —   | 1      | Qatar               |
| Total             |      |     | 32     | 32                  |